# Estación de Altdorf
La estación de Altdorf es la principal estación ferroviaria de la comuna suiza de Altdorf, en el Cantón de Uri.

## Historia y situación
La estación de Altdorf  fue inaugurada en el año 1882 con la puesta en servicio al completo de la línea Immensee - Chiasso, más conocida como la línea del Gotardo.
Se encuentra ubicada en el borde suroeste del núcleo urbano de Altdorf. Cuenta con dos andenes centrales a los que acceden tres vías pasantes. Cuenta con otra vía pasante más y un elevado número de vías toperas y de servicio, para el apartado o estacionamiento de material.
En términos ferroviarios, la estación se sitúa en la línea Immensee - Chiasso. Sus dependencias ferroviarias colaterales son la estación de Flüelen hacia Immensee y la estación de Erstfeld en dirección Chiasso.

## Servicios Ferroviarios
Los servicios ferroviarios de esta estación están prestados por SBB-CFF-FFS:

### S-Bahn Lucerna/Zug
Forma parte de la red de trenes de cercanías del centro de Suiza formada por S-Bahn Lucerna y Stadtbahn Zug, llegando a la estación una línea:
- S 2 Zug - Arth-Goldau - Brunnen - Erstfeld